# Andrea Bocskor
Andrea Bocskor, ukr. Андрея Гейзівна Бочкор, trb. Andreja Hejziwna Boczkor (ur. 11 sierpnia 1978 w Berehowie) – ukraińska nauczycielka akademicka i polityk narodowości węgierskiej, działaczka mniejszości węgierskiej, posłanka do Parlamentu Europejskiego VIII i IX kadencji reprezentująca Węgry.

## Życiorys
Ukończyła w 2002 studia z zakresu filologii i historii angielskiej w Zakarpackim Instytucie Węgierskim im.  im. Franciszka II Rakoczego w Berehowie. Kształciła się następnie na Uniwersytecie im. Loránda Eötvösa w Budapeszcie, gdzie uzyskała doktorat z nauk humanistycznych. W 2002 została zatrudniona na macierzystej uczelni w Berehowie. W 2011 powierzono jej funkcję dyrektora instytutu Lehoczky Tivadar Intézet.
W 2014 przyjęła propozycję kandydowania w wyborach europejskich z listy węgierskiej koalicji Fidesz-KDNP, uzyskując w głosowaniu z 25 maja tegoż roku mandat eurodeputowanej VIII kadencji. W 2019 z powodzeniem ubiegała się o reelekcję.